# Sieben (Musiker)

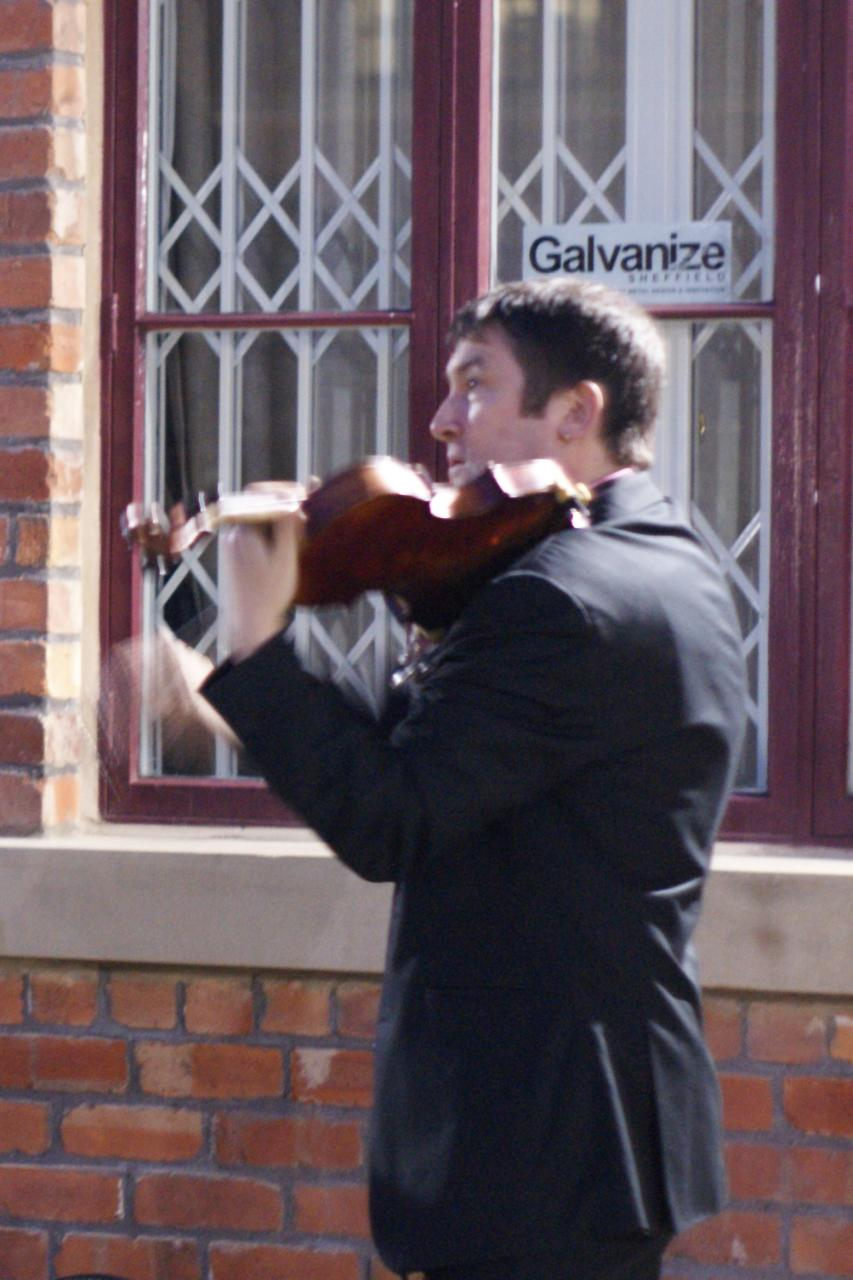
Sieben

Matt Howden (* 1967) ist ein britischer Violinist und Sänger, der 1997 das Musikprojekt Sieben gründete.

## Bandgeschichte und Hintergrund
Howden war vor und ist während seiner Zeit bei Sieben vielfach musikalisch aktiv, so z. B. als Musikproduzent, Hochschullehrer und Gastmusiker in diversen Bands. In seiner Heimatstadt Sheffield betreibt er zudem das Tonstudio Red Room, welches gelegentlich auch als Label fungiert. Nachdem das Debütalbum „Forbid the Sun’s Escape“ noch zusammen mit weiteren festen Bandmitgliedern wie den Sängerinnen Sally Doherty und Jane Howden eingespielt wurde, entwickelte sich Sieben mehr und mehr von einer Band zum alleinigen Projekt Howdens, der für Komposition, Gesang und einen Großteil der Instrumentierung verantwortlich zeichnet. Statt weiterhin mit festen Mitgliedern zusammenzuarbeiten, lässt Howden an späteren Werken gelegentlich Gastmusiker teilnehmen. Meist sind dies Künstler aus anderen Bands wie Spiritual Front, Larsen, The Walkabouts und Faith and the Muse.
Sieben genießt eine wachsende Popularität bei Hörern von Neofolk, Dark Wave und Indie-Pop. Bislang fanden zahlreiche Sieben-Konzerte im Rahmen des Leipziger Wave-Gotik-Treffens statt, das zahlenmäßig größte Publikum fand das Projekt bisher als Vorgruppe von New Model Army. Zur größeren Bekanntheit Howdens trägt weiterhin seine Mitarbeit am Soundtrack vom Saw II bei.

## Stil und inhaltliche Ausrichtung
Die Musik von Sieben basiert in erster Linie auf Geigenklängen. Allerdings findet die Violine nicht nur als Streichinstrument Verwendung, häufig werden die Saiten auch gezupft oder perkussiv bearbeitet. Letzteres wird durch eines der wenigen weiteren Instrumente, das aus Holz gefertigte Cajón ergänzt. Dabei versteht es Howden gerade in neueren Veröffentlichungen gekonnt, rhythmische Klänge zu erzeugen, die für ungeübte Ohren wie herkömmliches Schlagzeug klingen. Komplettiert wird die Instrumentierung durch ein Loop-Pedal zum Erzeugen von Wiederholungseffekten. Gerade bei Konzerten, die mittlerweile ebenfalls meist solo veranstaltet werden, eignet sich diese Vorrichtung, um die Passagen zu überbrücken, in denen Howden singt. Stilistisch kombiniert Siebens Musik klassische, populäre und folkloristische Elemente – eine Mischung, die gerne mit Filmmusik verglichen wird und eine leicht melancholischen Grundstimmung aufweist.
Die meisten Veröffentlichungen von Sieben sind Konzeptalben im Rahmen eines bestimmten inhaltlichen Motivs oder Themas. So handelt „The Line and the Hook“ textlich von den Leiden der Soldaten des Ersten Weltkriegs, andere Werke thematisieren entweder abstraktere Themen wie sinnliche Wahrnehmung und Riten des Begehren, aber auch Spezielleres wie die sexuelle Symbolik verschiedener Blumenarten oder die Spuren abwesender Personen in verlassenen Räumen. Letzteres war inhaltlicher Schwerpunkt des Albums „Our Solitary Confinement“, welches Teil einer intermedialen Installation war, in der die Musik mit Fotografien der dänischen Künstlerin Kristine Haffgaard kombiniert wurde. Wie in weiteren Veröffentlichungen haben die Lyrics hier einen stark narrativen und skizzenhaften Charakter, der thematische Zusammenhang wird durch einen leitmotivischen Aufbau musikalisch untermauert.
Matt Howden nimmt gelegentlich Musik unter seinem bürgerlichen Namen auf. Dies geht ursprünglich auf den Plan zurück, Sieben als größeres Bandprojekt zu betreiben. Die Soloalben sind meist instrumental und klanglich minimalistischer gehalten, weisen aber durch das prägnante Geigenspiel stilistische Parallelen zu Sieben auf.

## Veröffentlichungen

### Mit dem Projekt Sieben
- Forbid The Sun’s Escape (CD 1999)
- The Line And The Hook (CD 2001)
- Our Solitary Confinement (CD 2002)
- Sex And Wildflowers (CD 2003)
- Writ In Water (MCD 2004, Split mit HaWthorn und Sol Invictus)
- Ogham Inside The Night (CD 2005)
- High Broad Field (CD+DVD 2006)
- Desire Rites (CD 2007)
- Faun & The Pagan Folk Festival (CD 2008 Kollaboration mit Faun und In Gowan Ring)
- As They Should Sound (2009)
- Star Wood Brick Firmament (2010)
- No Less Than All (2012)
- Each Divine Spark (2014)
- The Old Magic (2016)
- Crumbs (2018)

### Als Matt Howden
- Intimate And Obstinate (CD 1999)
- Hellfires (CD 2000)
- Three Nine (CD 2000, zusammen mit Tony Wakeford)
- Wormwood (CD, 2003, zusammen mit Tony Wakeford)
- Spurge The Sun (CD, 2004, Best-of-Kompilation, die auch Stücke von Sieben und HaWthorn enthält)
- Voyager (CD, 2004)
- Robot World (CD, 2011)
- Barley Top (CD & Buch, 2013, zusammen mit Keith Howden)